# Green Haven
Green Haven és una concentració de població designada pel cens dels Estats Units a l'estat de Maryland. Segons el cens del 2000 tenia 17.415 habitants.

## Demografia
Segons el cens del 2000, Green Haven tenia 17.415 habitants, 5.921 habitatges, i 4.695 famílies. La densitat de població era de 2.107,8 habitants/km².
Dels 5.921 habitatges en un 47% hi vivien nens de menys de 18 anys, en un 61,5% hi vivien parelles casades, en un 12,5% dones solteres, i en un 20,7% no eren unitats familiars. En el 15,1% dels habitatges hi vivien persones soles el 2,8% de les quals corresponia a persones de 65 anys o més que vivien soles. El nombre mitjà de persones vivint en cada habitatge era de 2,94 i el nombre mitjà de persones que vivien en cada família era de 3,26.
Per edats la població es repartia de la següent manera: un 30,4% tenia menys de 18 anys, un 7,3% entre 18 i 24, un 38,3% entre 25 i 44, un 18,9% de 45 a 60 i un 5,2% 65 anys o més.
L'edat mediana era de 32 anys. Per cada 100 dones de 18 o més anys hi havia 94,7 homes.
La renda mediana per habitatge era de 60.211 $ i la renda mediana per família de 62.800 $. Els homes tenien una renda mediana de 41.576 $ mentre que les dones 30.113 $. La renda per capita de la població era de 21.962 $. Entorn de l'1,7% de les famílies i el 2,9% de la població estaven per davall del llindar de pobresa.

## Poblacions més properes
El següent diagrama mostra les poblacions més properes.